# Welcome 2 Detroit (chanson)
Ne pas confondre avec l'album Welcome 2 Detroit de J Dilla.
Singles de Trick-Trick
Booty Bounce
(1997) Let's Go to War
(2005)
Singles par Eminem
Ass Like That
(2005) When I'm Gone
(2005)
Welcome 2 Detroit est une chanson du rappeur américain Trick-Trick en collaboration avec Eminem, tirée de l'album The People vs. sorti en 2005. Écrite et composée par Eminem, Trick-Trick et Luis Resto, produite par Eminem, elle constitue le premier single extrait de The People vs.. La chanson est distribuée par Universal Motown Records . La chanson s'est notamment classée en douzième position en Finlande ou encore à la vingtième position en Allemagne. Un clip vidéo tourné à Détroit illustre la chanson. Les rappeurs Proof et Fat Joe y apparaissent.

## Liste des pistes
| No | Titre                                            | Producteur(s) | Durée |
| -- | ------------------------------------------------ | ------------- | ----- |
| 1. | Welcome 2 Detroit (feat. Eminem) (version radio) | Eminem        | 3:47  |
| 2. | Welcome 2 Detroit (feat. Eminem) (version radio) | Eminem        | 4:45  |
| 3. | Attitude Adjustment (feat. Jazze Pha)            |               | 5:06  |
| 4. | Welcome 2 Detroit (feat. Eminem) (clip)          | Eminem        | 4:45  |

## Classement hebdomadaire
| Classement (2005-2006)             | Meilleure position |
| ---------------------------------- | ------------------ |
| Allemagne (Media Control AG)       | 20                 |
| Autriche (Ö3 Austria Top 40)       | 24                 |
| États-Unis (Hot 100)               | 100                |
| États-Unis (Pop 100)               | 52                 |
| Europe (Hot 100)                   | 73                 |
| Finlande (Suomen virallinen lista) | 12                 |